# A Momentary Lapse of Reason
A Momentary Lapse of Reason (с англ. — «Кратковременное умопомрачение») — тринадцатый студийный альбом британской рок-группы Pink Floyd, выпущенный звукозаписывающими компаниями EMI Records (7 сентября 1987 года) и Columbia Records (8 сентября 1987 года). Это первый диск, записанный группой после ухода из Pink Floyd Роджера Уотерса.
Работа над альбомом A Momentary Lapse of Reason продолжалась с ноября 1986 года по июль 1987 года в семи студиях Лондона и Лос-Анджелеса. Основную часть материала к новому альбому написал Дэвид Гилмор. Кроме того, Гилмор взял на себя обязанности продюсера. В качестве сопродюсера на запись альбома был приглашён Боб Эзрин. В отличие от предшествующих работ Pink Floyd, A Momentary Lapse of Reason не основан на какой-либо концепции, объединяющей тексты песен.
В записи альбома помимо Дэвида Гилмора участвовали также Ник Мейсон и присоединившийся позднее к группе Ричард Райт. Из основного состава Pink Floyd в записи не принимал участие только Роджер Уотерс — формальный лидер коллектива, чей вклад в творчество группы был весомым, а в последнем альбоме The Final Cut — основным. Уотерс единолично решил, что Pink Floyd прекращает свою деятельность, и отказался работать с остальными участниками группы. Более того, в конце 1986 года Уотерс инициировал судебный процесс, основной целью которого была попытка запретить своим бывшим коллегам использовать название Pink Floyd. Многочисленные судебные заседания, сопровождавшие работу над записью A Momentary Lapse of Reason и начало концертного тура осенью 1987 года, завершились в итоге примирением сторон с рядом взаимных уступок — Гилмор и Мейсон сохранили право на использование названия группы, а Уотерсу уступили исключительные права на концепцию концертного представления The Wall и различные спецэффекты.
Для оформления обложки альбома был приглашён Сторм Торгесон — автор дизайна обложек таких классических альбомов Pink Floyd, как The Dark Side of the Moon и Wish You Were Here.
Три сингла из альбома были выпущены в качестве самостоятельных записей — «Learning to Fly», «On the Turning Away» и «One Slip». Сингл «Learning to Fly» впервые в истории звукозаписи был издан только в CD-версии. Видеоклип «Learning to Fly» на церемонии музыкальных наград MTV Video Music Awards 1988 года занял первое место в номинации «Лучшая идея видео».
Одновременно с выпуском альбома группа Pink Floyd начала гастрольное турне по городам Северной Америки, которое продолжилось и на других континентах, вылившись в масштабный мировой тур с 1987 по 1989 годы (во время тура было сыграно около 200 концертов).
A Momentary Lapse of Reason поднялся до третьего места как в хит-параде США, так и в хит-параде Великобритании.
В августе 2001 года в США альбом стал четырежды платиновым.

## Предыстория
Предыдущий альбом группы, The Final Cut был записан в 1982 году, за четыре года до начала работы над A Momentary Lapse of Reason. Процесс записи The Final Cut проходил под полным контролем Роджера Уотерса, основного автора музыки и текстов группы. Уотерс в частности добился того, чтобы Дэвид Гилмор отказался от выполнения обязанностей сопродюсера, угрожая в противном случае прекратить работу над новым диском. Отстранив Гилмора от продюсирования альбома, Уотерс избавился от необходимости спорить и идти с ним на компромисс (в том числе, и по поводу возражений гитариста относительно включения в новый альбом песен, которые были отбракованы при работе над The Wall). В конечном счёте, роль Гилмора и Мейсона в записи The Final Cut была сведена до роли сессионных музыкантов. Более того, для записи альбома вместо участников группы Уотерс стал приглашать студийных музыкантов — в песне «Two Suns in the Sunset» вместо Ника Мейсона записывался студийный ударник Энди Ньюмарк. Впервые с 1968 года на альбоме Pink Floyd имя Дэвида Гилмора не упоминается в списке авторов композиций, а вокал Гилмора на The Final Cut звучит только в одной песне — «Not Now John». В последних альбомах, записанных с группой (The Wall и The Final Cut), Роджер Уотерс всё дальше уходил от классического звучания Pink Floyd середины 1970-х, всё больше уделял внимания текстам и меньше — музыке, и всё меньше нуждался в сотрудничестве с остальными участниками группы. Не случайно подзаголовок нового альбома звучал как A Requiem for the Post-War Dream — by Roger Waters, performed by Pink Floyd (с англ. — «Реквием послевоенной мечте, написанный Роджером Уотерсом и исполненный группой Pink Floyd») — у Роджера Уотерса были планы выпустить The Final Cut как свой сольный альбом, но Гилмор и Мейсон, по его словам, были против этого.
Ещё до того, как The Final Cut поступил в продажу, Роджер Уотерс и Дэвид Гилмор приступили к работе над своими собственными проектами, а концерты Pink Floyd, назначенные на ноябрь 1983 года, были Уотерсом отменены.

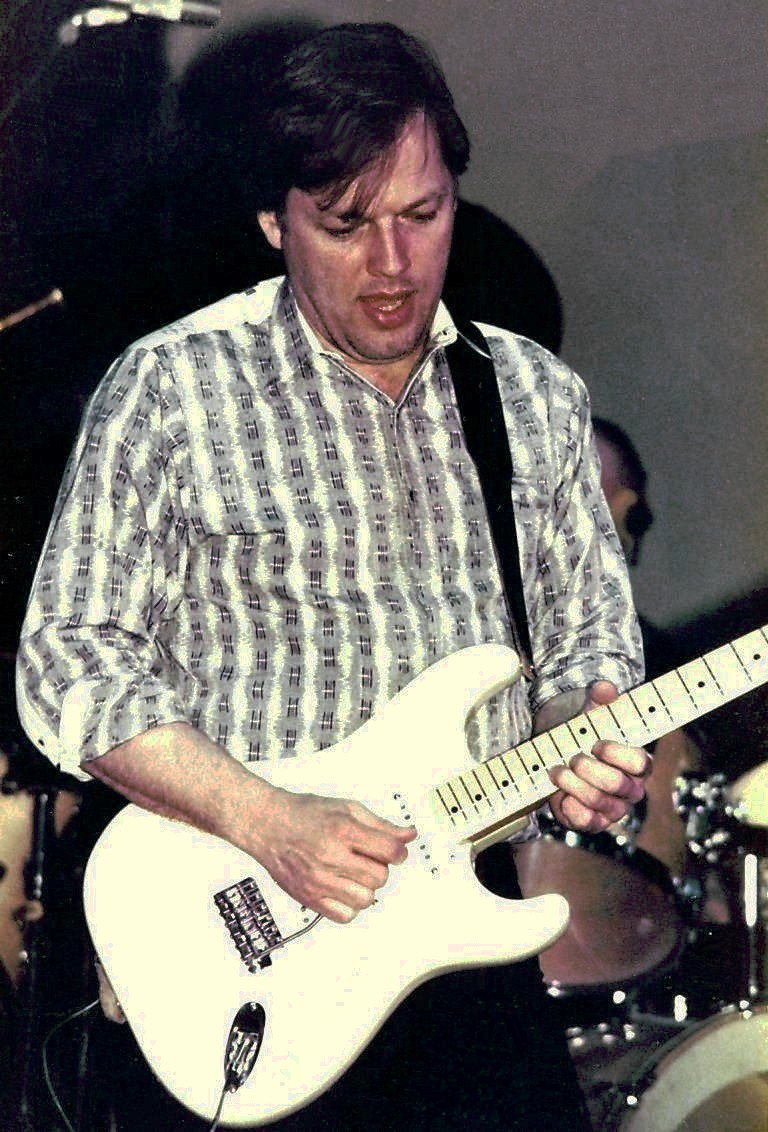
Дэвид Гилмор в 1984 году

После выхода The Final Cut группа фактически перестала существовать, хотя официально об этом никто не объявлял. Дэвид Гилмор в марте 1984 года выпустил свой сольный альбом About Face (сопродюсером которого стал Боб Эзрин), а Роджер Уотерс в мае этого же года — сольный альбом The Pros and Cons of Hitch Hiking. Выход сольных альбомов участников Pink Floyd сопровождался длительными концертными турне по Европе и Северной Америке: Гилмор сыграл более 70 концертов, Уотерс сыграл около 40 концертов (в качестве гитариста в турне с Уотерсом выступал Эрик Клэптон). Назвать эти гастрольные туры безусловно успешными было нельзя — нередко Гилмора и Уотерса с их аккомпанирующими составами встречали незаполненные залы, некоторые концерты и вовсе отменялись.
Помимо сольной карьеры со второй половины 1984 года до конца 1985 года Дэвид Гилмор был также занят сотрудничеством с другими музыкантами, участвуя в студийных записях и концертах с Полом Маккартни, Брайаном Ферри, Питом Таунсендом, с группами Supertramp, Berlin и Arcadia (созданной музыкантами из Duran Duran), кроме того, Гилмор продюсировал дебютный альбом группы The Dream Academy.
Немного позднее, чем остальные участники Pink Floyd, сольный альбом записал Ник Мейсон (под названием Profiles) совместно с Риком Фенном из группы 10cc, альбом вышел в апреле 1985 года.
Ещё в 1982 году в интервью журналу Rolling Stone Роджер Уотерс, размышляя о будущем, заметил, что «легко бы мог работать с другим ударником или клавишником и, скорее всего, так и сделает».
По словам Ника Мейсона, Роджер Уотерс после выхода The Final Cut в 1984 году намекал остальным участникам группы, что больше не будет с ними работать. Сделать же официальное заявление о своём уходе из Pink Floyd Роджера Уотерса подтолкнул затяжной конфликт со Стивом О’Рурком, менеджером группы, из-за обязательств по записям, которые могли бы быть выпущены Pink Floyd в будущем. В июне 1985 года Уотерс разорвал с ним свой личный контракт и даже пытался добиться увольнения О’Рурка, но не получил на это согласия Гилмора и Мейсона. Тогда Уотерс уведомил руководство звукозаписывающих компаний EMI и CBS о том, что он больше не будет записываться с Pink Floyd, будучи убеждённым в том, что дальнейшее существование группы без него будет невозможным. Это решение Уотерса руководство EMI и CBS не стало на тот момент предавать публичной огласке.

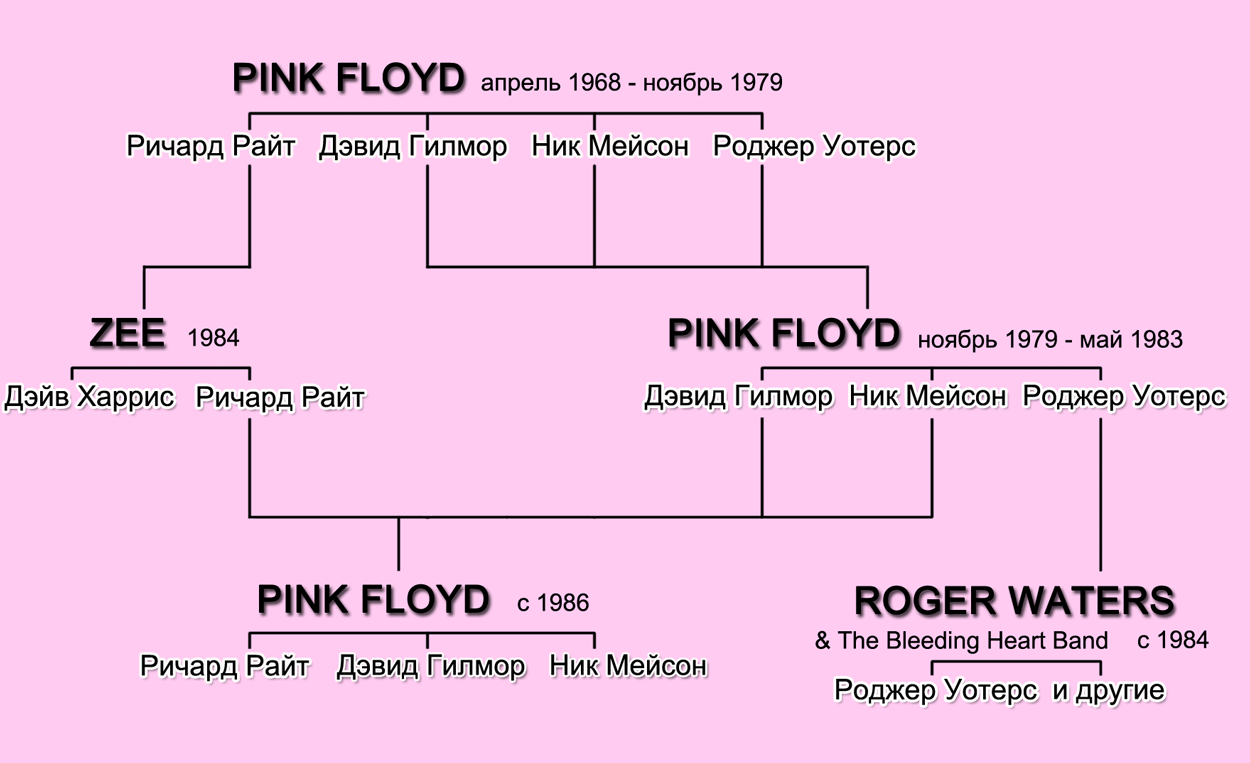
Изменения в составе Pink Floyd в 1980 годы

В 1986 году Дэвид Гилмор начал работу над новым альбомом. При этом он не был уверен, что это будет его сольный альбом — 32 место About Face в Billboard и не совсем удачное концертное турне 1984 года заставили сомневаться Гилмора в продолжении сольной карьеры. В то же время запись нового альбома Pink Floyd без Уотерса представляла различного рода сложности, в том числе и юридического плана — Уотерс мог не дать согласие на использование названия Pink Floyd при выпуске нового альбома. По утверждению Ника Мейсона, основным опасением музыкантов была не юридическая сторона вопроса, а способность группы без Уотерса создать музыку на уровне лучших альбомов Pink Floyd, чтобы доказать, что новый проект группы — это продолжение творчества, а не способ заработать деньги, используя знаменитое имя. Также существовала опасность того, что поклонники группы могут сделать выбор в пользу нового альбома Роджера Уотерса и признать его «подлинным Pink Floyd». Тем не менее, Гилмор и Мейсон вместе со Стивом О’Рурком после неоднократных обсуждений решились на возрождение группы и стали переделывать уже записанный Гилмором материал в новый альбом Pink Floyd при участии большого числа приглашённых музыкантов, включая Ричарда Райта.
В то же время, после изучения контрактов Pink Floyd, юристы звукозаписывающих компаний пришли к выводу, что имеют право выпустить запись группы и при отсутствии Роджера Уотерса. Pink Floyd не получила традиционно большой аванс от EMI и CBS из-за сомнений в том, что группа без Уотерса (значительное творческое влияние которого на классические альбомы Pink Floyd было неоспоримым) способна выпустить диск, который бы хорошо раскупался.
Неуверенность в успехе нового проекта группы были отражены в публичных заявлениях Гилмора в то время — он всё ещё говорил о том, что записывает очередной соло-альбом или даже, возможно, создаст новую группу.
Если раньше Уотерс только намекал на то, что дальнейшее существование группы является нецелесообразным, и поставил в известность о своём уходе из группы только лишь руководство звукозаписывающих компаний, то, узнав на заседании совета директоров Pink Floyd Music Ltd осенью 1986 года о том, что открыт банковский счёт для «нового проекта» Pink Floyd, он заявил о том, что уходит из группы, публично:
<Pink Floyd стала> выдохнувшейся творческой единицей, и этот факт следует признать, чтобы сохранить целостность и репутацию имени…Признать такое было бы вполне честно и реалистично. Группа практически распалась, и ей следует дать возможность с достоинством покинуть музыкальную сцену.

Вслед за рядом музыкальных критиков, Уотерс назвал проект Гилмора и Мейсона Facsimile Floyd (с англ. — «Копия Floyd»), суррогатную суть которой, по его словам, подтверждало наличие большого числа приглашённых музыкантов, часть из которых стали авторами песен группы. Кроме того, 31 октября 1986 года Уотерс начал судебное разбирательство в Верховном суде с целью запретить дальнейшее использование названия Pink Floyd. В ответ на это Гилмор и Мейсон заявили, что Роджер Уотерс не сможет им помешать, группа намерена продолжать своё творчество. Представители EMI в заявлении о группе Pink Floyd, опубликованном 10 ноября 1986 года, отметили, что она существует, а её участники «находятся в прекрасной форме и записываются в Англии». Таким образом, деятельность группы, заключавшаяся в начале записи нового альбома, возобновилась в сопровождении попыток Уотерса заблокировать её через суд. Кроме того, Уотерс начал параллельно записи Pink Floyd работать над своим сольным альбомом Radio K.A.O.S. и планировал следующее за выходом альбома турне, которые бы, по мнению Уотерса, отвлекли на себя всё внимание поклонников группы Pink Floyd.

## История записи
К началу работы над альбомом у Дэвида Гилмора уже были подготовлены демозаписи нескольких композиций, в создании которых Гилмору помогал Боб Эзрин, приехавший в Англию летом 1986 года. Представитель CBS Стивен Ральбовски, прослушав их, заявил, что они не имеют ничего общего с музыкой Pink Floyd. Было решено кардинально переработать имеющийся материал. Впрочем, Гилмор, по словам Эзрина, уже и раньше думал о полной переработке подготовленных записей, чтобы сделать звучание композиций узнаваемым и сохранить высокое качество, отличавшее музыку Pink Floyd. Стремление Гилмора к этому совпало со стремлением остальных участников группы, представителей звукозаписывающих компаний, издававших записи Pink Floyd, и всех прочих заинтересованных сторон.
Сопродюсером Гилмора при работе над новым альбомом стал принимавший ранее участие в записи The Wall и About Face Боб Эзрин, он исполнил часть партий клавишных инструментов и помог Гилмору написать музыку к композициям «Signs of Life» и «Learning to Fly»; в качестве звукооператора к работе над альбомом привлекли Эндрю Джексона, ранее он записывал вместе с Джеймсом Гатри саундтрек к фильму «Стена»; помощь Гилмору в написании текстов оказал участник группы Slapp Happy Энтони Мур.
В самом начале работы над альбомом было задействовано 15 сессионных музыкантов. В дальнейшем на разных этапах записи диска к работе подключались ещё 18 музыкантов и техников. На бас-гитаре в новом проекте Pink Floyd сыграл Тони Левин (он также исполнил партии на стике), на ударных инструментах — Джим Келтнер и Кармайн Аппис, на клавишных инструментах — Джон Карин, он также внёс вклад в сочинение музыки к песне «Learning to Fly» (Гилмор познакомился с Карином во время совместной работы с Брайаном Ферри в 1985 году). Пэт Леонард, ставший соавтором композиции «Yet Another Movie», сыграл на синтезаторе. Кроме того, были приглашены: Стив Форман — перкуссия; Джон Хелливелл — саксофон; Майкл Ландау — гитара; Скотт Пейдж — саксофон; Донни Джеррард, Дарлин Колденхейвен, Филлис Сент-Джеймс, Кармен Твилли — бэк-вокал, и другие музыканты. Фактически, из всех членов классического состава Pink Floyd над альбомом полноценно работал лишь Дэвид Гилмор. По словам Гилмора, «Ник сыграл на паре тамтамов в одной из песен, а для остальных мне пришлось нанимать других ударников. Рик играл в нескольких фрагментах. В основном же играл на клавишных я, делая вид, что это он».

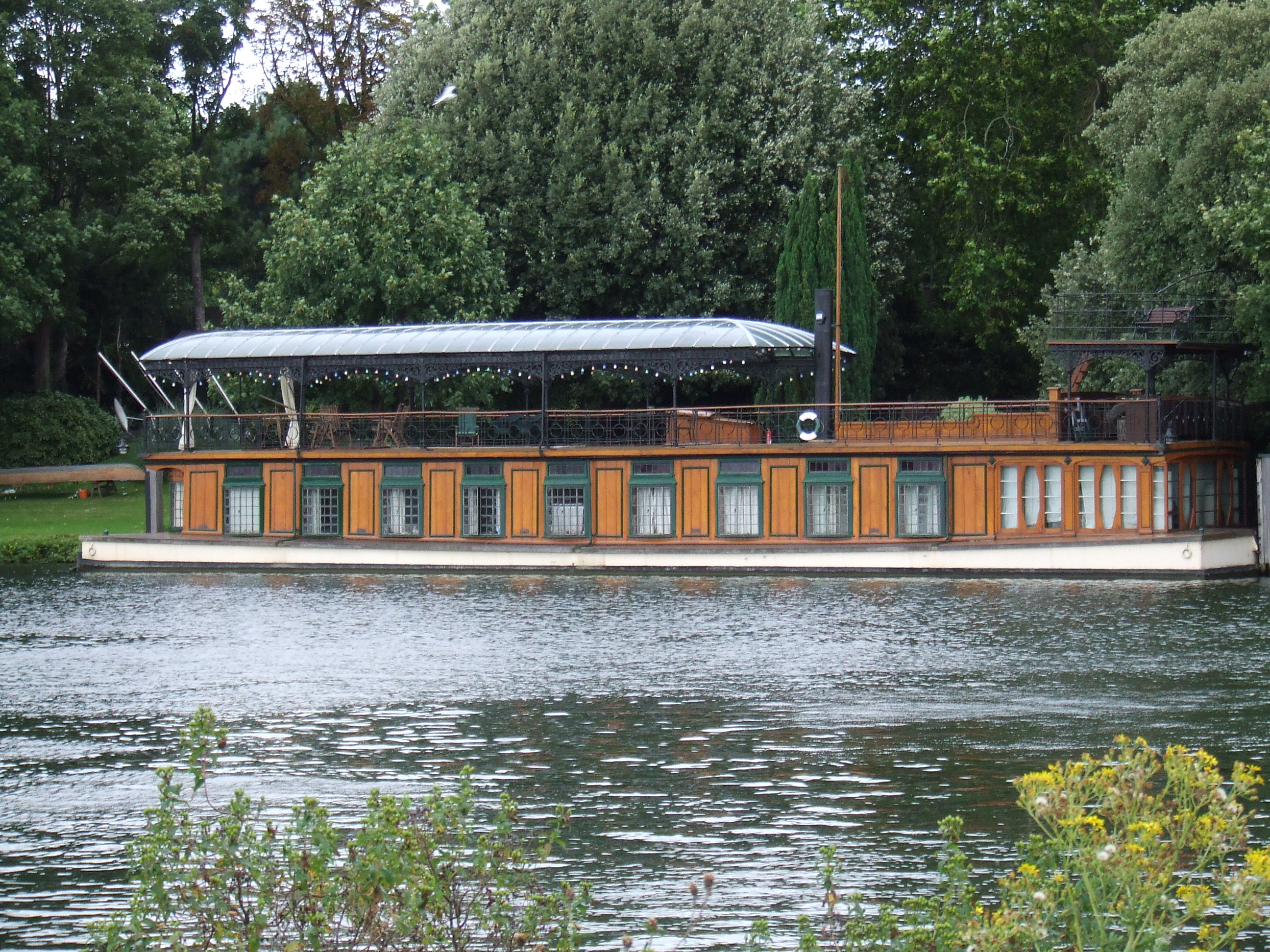
Плавающая студия Astoria у берегов Темзы

В значительной части партий ударных Ника Мейсона заменили сессионные музыканты Джим Келтнер и Кармайн Аппис, так как ударник Pink Floyd долгое время не играл. Сам Мейсон отвечал главным образом за звуковые эффекты, основной же ролью Мейсона в новом проекте Pink Floyd стала роль делового партнёра Гилмора — запись альбома A Momentary Lapse of Reason и последовавший за ней концертный тур были частично оплачены ими совместно из собственных средств.
Работа над альбомом A Momentary Lapse of Reason началась в ноябре 1986 года. Большинство композиций были к этому времени уже сочинены и в разной степени подготовлены. Первые сессии звукозаписи проходили на судне, переоборудованном под звукозаписывающую студию. Это судно, построенное в 1910 году, называлось Astoria. Во время записи Astoria была пришвартована на берегу Темзы вблизи Хэмптон-Корта. До конца 1986 года, а также в январе и феврале 1987 года записи проходили, помимо Astoria, также в лондонской студии Britannia Row. Кроме того, в феврале музыканты записывались ещё в двух студиях Лондона — Audio International и Mayfair Studios. Когда для работы над альбомом потребовался большой выбор аппаратуры и оборудования, запись перенесли в Лос-Анджелес в студии A&M, где к музыкантам присоединились сессионные ударники Джим Келтнер и Кармайн Аппис, саксофонист Том Скотт и клавишник Билл Пейн из группы Little Feat. Также записи альбома проводились в лос-анджелесских студиях Can Am Recorders и Village Recorder. В Лос-Анджелесе музыканты, в частности, начали работу над первоначальным микшированием.
Дэвид Гилмор сравнил ощущение от первой записи, сделанной втроём с Мейсоном и Райтом, с ощущением того, словно «надеваешь старую, удобную пару обуви», а атмосферу записи охарактеризовал, как в корне отличную от той обстановки напряжения и изоляции, в какой записывались альбомы Pink Floyd с Роджером Уотерсом.
Ричард Райт подключился к работе над A Momentary Lapse of Reason на достаточно позднем этапе работы, когда бо́льшая часть партий клавишных была уже написана Дэвидом Гилмором, Джоном Карином и Бобом Эзрином. Вклад Райта в запись альбома ограничился игрой на органе Hammond и фортепиано Rhodes, а также несколькими вокальными гармониями. Воссоединению Райта с группой предшествовала его встреча с Гилмором летом 1986 года. Когда до Райта дошли слухи о том, что Гилмор, отдыхавший в это время на греческом курорте в Линдосе, решил записывать альбом Pink Floyd без Уотерса, Райт по совету своей супруги Франки встретился с Гилмором, сообщив ему о своей готовности работать над планируемым альбомом. Гилмор дал уклончивый ответ, однако затем Райт был приглашён в студию Astoria для работы над новым альбомом.
Несмотря на уход Уотерса, Pink Floyd второй половины 1980-х после возвращения Ричарда Райта вновь объединила троих участников своего классического состава. Гилмор отметил, что возвращение Райта придало группе «силы и с юридической, и с музыкальной точек зрения». В то же время, клавишник не стал полноправным участником и деловым партнёром Pink Floyd, так как Гилмор и Мейсон, вложившие в проект собственные финансовые средства, не стремились видеть Райта в качестве своего компаньона. Также в договоре 1981 года об уходе Райта из Pink Floyd был пункт, по которому клавишнику было запрещено возвращаться в группу. Адвокаты Райта предупредили его о том, что став участником Pink Floyd, он автоматически станет ответчиком по судебным искам группы. Исходя из этих причин, было решено официально включить Райта в список сессионных музыкантов, записывавших A Momentary Lapse of Reason, а во время турне, начавшегося после выхода альбома, Райту была назначена фиксированная зарплата в 11 тысяч фунтов в неделю, в то время как Гилмор и Мейсон делили между собой доходы от концертных представлений.
A Momentary Lapse of Reason был полностью записан в цифровом формате, что стало первым опытом такого рода для Pink Floyd. Начало записи производилось с использованием 24-канальной аналоговой аппаратуры, в дальнейшем выполнялась перезапись на цифровые магнитофоны Mitsubishi. При работе над альбомом музыканты впервые задействовали существенный объём семплирования.
Работа над альбомом была полностью завершена в июле 1987 года.

### Запись композиций
- Инструментальная композиция «Signs of Life», открывающая альбом, была записана в соавторстве Дэвидом Гилмором и Бобом Эзрином. За основу композиции была взята демонстрационная запись Гилмора 1978 года[13]. Эзрин, в частности, записал звуки скрипа вёсел и плеска волн при движении лодки по Темзе.
- Отдельные элементы песни «Learning to Fly» появились уже в 1985 году сразу после концерта Live Aid, на котором Дэвид Гилмор познакомился с клавишником из группы Брайана Ферри Джоном Карином[80]. Во время работы в домашней студии Гилмора Карин написал вступление и подобрал последовательность аккордов к этой песне[~ 9]. Основная часть работы над песней проходила в конце 1986 — начале 1987 года во время студийных сессий записи альбома A Momentary Lapse of Reason. По словам Гилмора, период работы над песней совпал с его увлечением авиацией, когда он брал уроки пилотирования, что и вдохновило его на написание «Learning to Fly». Вклад в создание песни внесли также Энтони Мур, который помог Гилмору с текстами, Ник Мейсон, который произносит технические команды к взлёту, и Боб Эзрин[13][81][82].
- Текст для песни «The Dogs of War» был написан Энтони Муром, название взято у Фредерика Форсайта (так была озаглавлена одна из его книг о наёмниках — «Псы войны»). Соло на саксофоне исполнил Скотт Пейдж[83].
- В основе «One Slip» лежит одна из трёх намеченных совместных композиций Гилмора и Фила Манзанеры (гитариста группы Roxy Music) под рабочими названиями «Manz 1/2/3». Только одна из этих композиций, названная впоследствии «One Slip», была включена в альбом, две другие так и не были до конца завершены[82].
- Слова к балладе «On the Turning Away» написаны Энтони Муром и частично Гилмором. Специально для этой песни Боб Эзрин и Джон Карин написали оркестровку, а Ричард Райт — органное соло, но при сведении Гилмор решил от них отказаться, посчитав их излишними в этой композиции[74][84].
- В «Yet Another Movie» работой над партиями ударных инструментов занимались сразу три ударника — Ник Мейсон, Джим Келтнер и Стив Форман. В песне на втором плане записаны диалоги, взятые из кинофильмов «В порту» и «Касабланка»[85]. Соавтором Гилмора в «Yet Another Movie» стал Пэт Леонард, сыгравший собственную тему на синтезаторе[86].
- Для альбома Гилмор написал короткую инструментальную композицию «Round and Around», которая воспринимается как продолжение и завершение «Yet Another Movie». Не случайно на CD-издании альбома «Round and Around» и «Yet Another Movie» проиндексированы как одна композиция[85][87].
- Композиция Гилмора «A New Machine» была разделена на две части (Parts 1 & 2), одна из которых предваряла, а другая завершала «Terminal Frost». Композиция представляет собой вокальную партию, сопровождаемую редкими органными проигрышами. При записи «A New Machine» голос Гилмора был изменён с помощью «Вокодера». Автор назвал эту композицию экспериментальной: «имеет звук, который я не слышал ни у кого. Шумовые фильтры, вокодеры, открыли нечто новое, что мне показалось чудесным звуковым эффектом, который никто не делал; это своего рода нововведение»[86]. «A New Machine» была написана примерно за два года до начала работы над альбомом[88].
- В инструментальной композиции «Terminal Frost» были записаны поочерёдно сменяющие друг друга мелодии гитары, органа и саксофона, а также вокализ, который по первоначальному замыслу предполагался как дополнение к основному вокалу, от которого Гилмор в итоге отказался. «Terminal Frost», как и «A New Machine», была написана Гилмором за два года до начала работы над альбомом[88].
- Песня «Sorrow», завершающая альбом, была написана Гилмором почти полностью во время уик-энда, который он провёл на Astoria, плавая вверх по Темзе. Были записаны гитарные партии, вокал и драм-машина[89]. Впервые гитарист Pink Floyd вначале написал слова, а затем уже музыку. Гитарный звук был записан в Лос-Анджелесе, на одной из спортивных арен, когда Гилмор сыграл через громкоговорители. По утверждению Гилмора, гитарное соло было записано с первого дубля, а в середину композиции включили короткие пассажи в обратной записи[90].
- Для альбома на ранних этапах записи была сочинена песня «Be Peace With You» (с англ. — «Оставайся с миром»), являвшаяся своего рода примирительным прощанием с Роджером Уотерсом, но в связи с начавшимися в дальнейшем судебными процессами между Уотерсом и Pink Floyd Гилмор посчитал включение этой песни в альбом невозможным[7][61][86].

## Название и концепция альбома
Выбор названия стал одной из проблем в ходе работы над выпуском A Momentary Lapse of Reason. Музыканты долгое время думали над тем, как им озаглавить альбом. Выбор затянулся на три недели — по словам Ника Мейсона, каждый вариант названия рассматривался не только с точки зрения его соответствия музыке, но и на вероятность использования его музыкальными критиками или Роджером Уотерсом против Pink Floyd. Наиболее подходящими вариантами были признаны Of Promises Broken (с англ. — «О клятвах нарушенных») — последняя строчка песни «Sorrow»; Signs of Life (рус. Признаки жизни) — название композиции, открывающей альбом; A Momentary Lapse of Reason (рус. Кратковременное умопомрачение) — строчка из песни «One Slip», и Delusions of Maturity (рус. Заблуждения зрелого возраста). В самый последний момент перед выходом альбома решено было остановиться A Momentary Lapse of Reason. Неоднозначность этого выбора подчёркивает тот факт, что Дэвид Гилмор отнёсся к такому названию скептически.
Музыканты Pink Floyd собирались создать новый альбом таким же концептуальным, как и предшествовавшие ему альбомы классического периода, для этого они обратились за помощью к Эрику Стюарту из группы 10cc и поэту из Ливерпуля Роджеру Макгау, планировали также прибегнуть к помощи автора песен из Канады Кэрол Поуп. Попытки найти концепцию не дали никаких результатов, и Дэвид Гилмор вместе с Бобом Эзрином решили отказаться от идеи. Тем не менее, во многих композициях A Momentary Lapse of Reason, записанного в плавающей студии Astoria и начинающегося со звуков скрипа вёсел и плеска воды, прослеживается, по мнению Эзрина, мотив реки.

## Дизайн обложки
Дизайном обложки альбома занимался Сторм Торгесон, один из основателей дизайнерской студии Hipgnosis. После ухода Роджера Уотерса он смог возобновить сотрудничество с Pink Floyd, прекращённое после выпуска альбома Animals (если не считать работы над дизайном обложки к сборнику лучших композиций 1981 года A Collection of Great Dance Songs, которую выполнил Торгесон ввиду того, что Уотерс не проявлял к выпуску данного сборника никакого интереса).
Обложка альбома A Momentary Lapse of Reason стала реализацией образа, навеянного строчкой из песни «Yet Another Movie» — «visions of an empty bed» (с англ. — «вид пустой кровати»), и мыслью Гилмора о «кровати в доме на Средиземноморье с исчезнувшими признаками былых человеческих отношений, от которых осталось только эхо»:

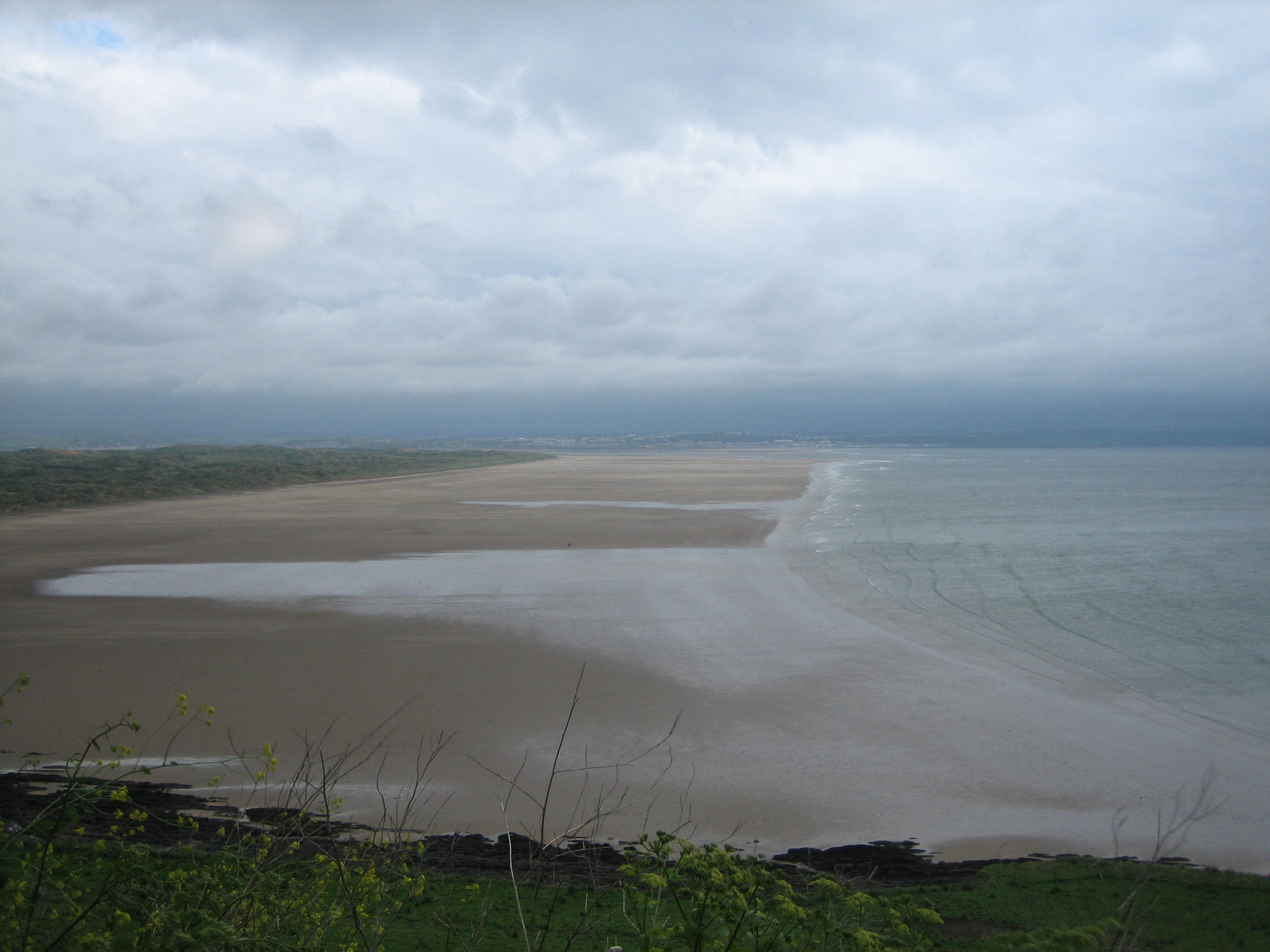
Пляж Саунтон Сандз в Северном Девоне

Это была идея Дэйва насчёт кровати в пустой комнате с высоким окном, с одной стороны. Солнечный луч проникает в окно, отбрасывая тень решётки на стену и незанятую постель. Рамка без фотографии стоит рядом на столике. Но вместо видения пустой кровати мы решили сотворить видение пустых кроватей. Так множество кроватей растянулось столь далеко, сколь видит глаз… Казалось важным, чтобы это были больничные койки, не только потому, что они интересны по виду, но также из-за намёка на болезнь или безумие.
— Сторм Торгесон. Shine On
Торгесон развил образ «пустой кровати», связав его с образом «реки», и выстроил из кроватей настоящую реку, что стало отражением лейтмотива альбома. Также обращаясь к образу «реки», Торгесон дополнил оформление обложки изображением плывущего в лодке человека на наклейке диска и на развороте обложки. Кроме того, видеокадры плывущего в лодке человека были отсняты для визуального сопровождения композиции «Signs of Life» на концертах.
Особенностью дизайна обложки A Momentary Lapse of Reason является то, что множество кроватей на ней не монтаж, а реально расставленные несколько сотен больничных кроватей на берегу реки на протяжении двух миль. Созданием данной масштабной визуальной композиции на пляже Саунтон Сандз в Северном Девоне (графство Девоншир) занимались партнёр Торгесона Колин Элджи и фотограф Роберт Даулинг. Процесс затянулся на несколько дней, так как расставлять кровати по пляжу пришлось дважды из-за того, что пошёл дождь — и кровати заносили обратно в помещение.

Фото группы на развороте обложки альбома (снимок сделан Дэвидом Бейли)

Впоследствии образ «кровати», ставший одним из символов группы в конце 1980-х, использовался для рекламы концертного тура 1987—1989 годов A Momentary Lapse of Reason (надувная кровать, висящая в воздухе), а также во время самих концертов группы. Этот образ сопровождал исполнение композиции «On the Run»: движущаяся и взлетающая кровать в видеоклипе, который транслировался на круглом экране (Mr. Screen), и кровать, пролетающая над зрителями и взрывающаяся на сцене в финале композиции.
Одной из отличительных черт оформления обложки A Momentary Lapse of Reason было появление фотографии группы на развороте (без Ричарда Райта, который также не упоминается в списке участников группы) — первой после долгого перерыва со времени выхода альбома Meddle в 1971 году.
Ввиду того, что A Momentary Lapse of Reason издавался на разных носителях — на виниловом диске, на CD, на кассете, при этом в различных версиях для тех или иных территориальных зон, авторы обложки альбома смогли задействовать все варианты дизайна.

## Выпуск альбома
Официальный выход альбома состоялся 7 сентября 1987 года в Великобритании и днём позднее в США. В Великобритании A Momentary Lapse of Reason уступил позиции только альбому Майкла Джексона Bad и альбому группы Pet Shop Boys Actually, поднявшись на третье место хит-парада. Всего в британском чарте альбом Pink Floyd находился 34 недели. В американском чарте A Momentary Lapse of Reason продержался 56 недель, высшей позицией альбома так же, как и в чарте Великобритании, стала третья строчка, впереди него оказались альбом Майкла Джексона Bad и альбом группы Whitesnake с одноимённым названием (Whitesnake)

### Мнения участников группы
Роджер Уотерс воспринял вышедший альбом резко негативно, он заявил, что «…Momentary Lapse является „подделкой“». Позднее, в интервью Грегу Коту в 1997 году, Уотерс сказал:

…когда я ушёл, они <Гилмор, Мейсон и Райт> оказались в такой ситуации, когда некому было осуществлять всё это <сочинять и записывать музыку>, но они продолжили делать это, и сделали всё при поддержке огромного числа людей, приглашённых для того, чтобы попытаться заменить меня.

При всём уважении к тем людям, которые пошли и купили те записи, они купили просто мусор.<…> В A Momentary Lapse of Reason есть пара действительно хороших мелодий, и если бы я всё ещё был в группе, эти последовательности аккордов и мелодии могли бы попасть в альбом, над которым работал я. Но в отношении концепции и поэзии — это просто мусор, отчасти потому, что это всё ненастоящее. Это как, «Давайте попробуем написать песни, которые звучат так, как будто они написаны Pink Floyd и запишем альбом, который звучит как альбом Pink Floyd.»
Оригинальный текст (англ.)...when I left, they were put in a situation where no one was providing that, but they carried on doing that, and they did it by employing huge numbers of people to try and replace me.
 With all due respect to the people who went out and bought those records, they are just rubbish<…> A Momentary Lapse of Reason had a couple of really nice tunes on it that, had I still been in the band, those chord sequences and melodies would have been made it onto a record that I was involved in. But conceptually and lyrically, it's just rubbish, partly because it's not true. It's like, "Let's try and write songs that sound as if they're Pink Floyd and make records that sound like Pink Floyd records".

Дэвид Гилмор считает, что A Momentary Lapse of Reason является воссозданием духа подлинного старого Pink Floyd:

У меня было полным-полно проблем с тем направлением, в котором шла группа до ухода Роджера <…> Музыка превратилась в средство для передачи смысла слов и стала не очень интересной … The Dark Side of the Moon, Wish You Were Here были хороши не только благодаря вкладу Роджера, но и потому, что в них поддерживалось правильное соотношение между музыкой и текстами, не то что на последних альбомах. Именно этого я пытался добиться на Momentary Lapse of Reason — сфокусировать больше внимания на музыке и восстановить утраченное равновесие.

В книге Марка Блейка Comfortably Numb: The Inside Story of Pink Floyd приводится замечание Ричарда Райта:

Критика Роджера была справедливой. Это был вообще не альбом группы <Pink Floyd>.
Оригинальный текст (англ.)Roger’s criticisms are fair. It’s not a band album at all.

Ник Мейсон в своей книге «Вдоль и поперёк: Личная история Pink Floyd», изданной в 2004 году, отметил, что:

…получился очень «аккуратный» альбом, где мы почти не шли на риск. Все вещи, вместе взятые, заставляют меня испытывать лёгкую отстранённость от «Momentary Lapse» — до такой степени, что всё это уже почти не звучит как «Pink Floyd». Однако от композиции «Learning To Fly» такого ощущения не возникает — напротив, она кажется очень «родным» треком.

### Критика
| Оценки критиков                          | Оценки критиков |
| Источник                                 | Оценка          |
| ---------------------------------------- | --------------- |
| Allmusic                                 | [ 113 ]         |
| Rolling Stone                            | [ 114 ]         |
| Роберт Кристгау                          | (C)             |
| Piero Scaruffi                           | 5/10            |
| Ultimate Classic Rock (Townsquare Media) | (положительно)  |

По мнению автора книги «Блюдце, полное чудес. Одиссея Pink Floyd» Николаса Шэффнера, A Momentary Lapse of Reason не только выглядел как альбом Pink Floyd, но и по звучанию больше всех других похож на классический Pink Floyd времён Wish You Were Here. Также в ответ на критику Роджером Уотерсом текстов песен альбома, Шэффнер отмечал, что вряд ли в конце 1980-х был выпущен более поэтичный альбом, чем A Momentary Lapse of Reason (сравнимый с ним по тиражам). Хью Филдер в статье, опубликованной в британском музыкальном еженедельнике Sounds, сравнивал выход альбома с «возвращением через стену, туда, где бриллианты безумны, а у луны есть тёмные стороны, а у матерей — атомные сердца». В то же время многие музыкальные критики отмечали сходство нового диска Pink Floyd с сольным творчеством Дэвида Гилмора и не давали A Momentary Lapse of Reason высоких оценок.
Журнал Q разместил следующий отзыв:

A Momentary Lapse of Reason — это альбом Гилмора в такой же степени, в какой четыре предыдущих альбома, выпущенных под именем Floyd, были альбомами Уотерса <…> Очевидно, что это не только зарабатывание денег или подавленное эго, но и подавленный талант, подвигший гитариста на продолжение карьеры с сохранением брэндового названия группы.
Оригинальный текст (англ.)A Momentary Lapse of Reason is Gilmour album to much the same degree that the previous four under Floyd’s name were dominated by Waters <...> Clearly it wasn’t only business sense and repressed ego but repressed talent which drove the guitarist to insist on continuing under the band brand name.

Уильям Рулманн в обзоре альбома на сайте Allmusic.com отметил, что A Momentary Lapse of Reason является «сольным альбомом Дэвида Гилмора во всём, кроме названия, он демонстрирует стиль атмосферной инструментальной музыки и гитарного звучания Гилмора, типичного для группы того времени, когда Роджер Уотерс ещё не полностью взял всё в свои руки». При этом альбому «явно не хватает поэтического таланта Уотерса и его умения создавать единое целое». Журнал Rolling Stone назвал хит «Learning to Fly» из A Momentary Lapse of Reason единственным, что осталось от былых успехов Pink Floyd.
В обзорном выпуске, посвящённом музыке 1980-х годов, редакция журнала Classic Rock включила альбом A Momentary Lapse of Reason в число лучших 20-ти альбомов 1987 года (наряду с Radio K.A.O.S.), а также в число альбомов прог-рока, ставших эталоном звучания, отметив при этом, что «диск можно смело охарактеризовать, как сольник Гилмора. И хотя ему далеко до незабвенных шедевров 70-х, на фоне небогатой новыми именами текущей декады пластинка выглядит вполне достойно…».

### Статистика по продажам и чарты
Меньше чем через месяц после поступления в продажу 1 октября 1987 года диск стал золотым в Великобритании (более 100 тыс. проданных экземпляров), а к 9 ноября стал платиновым в США (более 1 млн проданных экземпляров). К 18 января 1988 года в США продано более 2 млн экземпляров — диск становится дважды платиновым (мультиплатиновым); к 10 марта 1992 года — трижды платиновым и к 16 августа 2001 года — четырежды платиновым.
Сертификации
| Страна         | Провайдер        | Сертификация   | Год  |
| -------------- | ---------------- | -------------- | ---- |
| Австрия        | IFPI Austria     | Золотой        | 1994 |
| Великобритания | BPI              | Золотой        | 1987 |
| Германия       | BVMI             | Золотой        | 1987 |
| Испания        | PROMUSICAE       | Платиновый     | 1987 |
| Канада         | Music Canada     | 3 x Платиновый | 1987 |
| США            | RIAA             | 4 x Платиновый | 2001 |
| Швейцария      | IFPI Switzerland | 2 x Платиновый | 1990 |

Чарты
| Год       | Название чарта                             | Высшая позиция | Пребывание в чарте | Первая неделя   | Последняя неделя | Источник |
| --------- | ------------------------------------------ | -------------- | ------------------ | --------------- | ---------------- | -------- |
| 1987—1988 | UK Albums Chart                            | 3              | 34 недели          | 3 (19.09.1987)  |                  | [ 16 ]   |
| 1987—1988 | US Billboard 200                           | 3              | 56 недель          |                 | 180              | [ 107 ]  |
| 1987—1988 | Австрия (Alben Top 75)                     | 3              | 22 недели          | 6 (15.10.1987)  | 32 (01.09.1988)  | [ 127 ]  |
| 1987—1988 | Австралия (Album Top 50)                   | 47             | 3 недели           | 48 (26.06.1988) | 47 (17.07.1988)  | [ 128 ]  |
| 2006—2010 | Италия (Italy Albums Top 100)              | 33             | 7 недель           | 45 (4.07.2006)  | 90 (26.10.2010)  | [ 129 ]  |
| 1987—1988 | Германия                                   | 2              | 34 недели          |                 |                  | [ 130 ]  |
| 1987—1988 | Нидерланды (Album Top 100)                 | 2              | 44 недели          | 10 (19.09.1987) | 73 (24.09.1988)  | [ 131 ]  |
| 1987—1988 | Новая Зеландия (Album Top 40)              | 1              | 25 недель          | 11 (15.11.1987) | 43 (29.05.1988)  | [ 132 ]  |
| 1987—1988 | Норвегия (VG-lista) (Album Top 40)         | 2              | 12 недель          | 3 (1987)        | 17 (1987)        | [ 133 ]  |
| 2011      | Франция (Top 200 Albums)                   | 135            | 1 неделя           | 135 (1.10.2011) | 135 (1.10.2011)  | [ 134 ]  |
| 1987—1988 | Швейцария (Schweizer Hitparade)            | 2              | 31 неделя          | 2 (20.09.1987)  | 28 (09.10.1988)  | [ 135 ]  |
| 1987—1988 | Швеция (Sverigetopplistan) (Albums top 60) | 3              | 7 недель           | 11 (16.09.1987) | 38 (09.12.1987)  | [ 136 ]  |

## Синглы

Обложка сингла «Learning to Fly»

Выход альбома сопровождался выпуском трёх синглов: «Learning to Fly», «On the Turning Away» и «One Slip».
Сингл «Learning to Fly» был выпущен 14 сентября 1987 года. По утверждению представителей компании EMI сингл впервые в истории звукозаписи вышел только в CD формате (в действительности, рекламные экземпляры сингла были записаны небольшим тиражом также и в виде виниловых дисков розового и чёрного цвета). CD-версия сингла, вышедшая в Великобритании, включала песни «Learning To Fly», «One Slip» и две версии «Terminal Frost» — альбомную и DYOL-версию («Do Your Own Lead») без гитарного сопровождения. На второй стороне сингла 7"-версии была записана композиция «Terminal Frost» (эта версия сингла не предназначалась для рынка Великобритании, она была выпущена в США, Канаде, Франции, Германии, Италии, Японии, Австралии и других странах). В чарте Billboard Hot 100 сингл достиг 70-й позиции, в чарте Hot Mainstream Rock Tracks с 26 сентября 1987 года он находился три недели на 1-м месте.
Второй сингл альбома A Momentary Lapse of Reason, «On the Turning Away» появился в продаже 14 декабря 1987 года. Сингл был выпущен в версиях 7", 12" и CD. На второй стороне сингла 7"-версии был записан концертный вариант композиции «Run Like Hell», на второй стороне синглов 12"-версии и CD-версии концертный вариант «Run Like Hell» был дополнен концертным вариантом «On the Turning Away», записанным в Атланте в ноябре 1987 года. В британском чарте UK Singles Chart «On the Turning Away» достиг 55-й позиции, в чарте Hot Mainstream Rock Tracks с 16 января находился одну неделю на 1-м месте.
Третий сингл «One Slip» вышел 13 июня 1988 года.
Как и «On the Turning Away» сингл «One Slip» был записан в версиях 7", 12" и CD. На второй стороне сингла 7"-версии была записана композиция «Terminal Frost», на второй стороне синглов 12"-версии и CD-версии дополнительно к «Terminal Frost» был записан вариант «The Dogs of War» с концерта в Атланте. В чарте Hot Mainstream Rock Tracks сингл достиг 5-го места, в британском чарте сингл поднялся до 50-го места.
В чарте Hot Mainstream Rock Tracks также появлялись песни «The Dogs of War» «Sorrow».
| Год  | Синглы и песни        | Название чарта             | Высшая позиция | Пребывание в чарте | Источник        |
| ---- | --------------------- | -------------------------- | -------------- | ------------------ | --------------- |
| 1987 | «Learning to Fly»     | US Billboard Hot 100       | 70             | 8 недель           | [ 141 ]         |
| 1987 | «Learning to Fly»     | Hot Mainstream Rock Tracks | 1              | 12 недель          | [ 142 ]         |
| 1987 | «Learning to Fly»     | ARC Weekly Top 40          | 39             | 1 неделя           | [ 151 ]         |
| 1987 | «On the Turning Away» | UK Singles Chart           | 55             | 4 недели           | [ 145 ]         |
| 1987 | «On the Turning Away» | Hot Mainstream Rock Tracks | 1              | 24 недели          | [ 146 ]         |
| 1988 | «One Slip»            | UK Singles Chart           | 50             | 3 недели           | [ 145 ]         |
| 1988 | «One Slip»            | Hot Mainstream Rock Tracks | 5              | 17 недель          | [ 150 ]         |
| 1988 | «The Dogs of War»     | Hot Mainstream Rock Tracks | 30             | 11 недель          | [ 152 ] [ 153 ] |
| 1988 | «Sorrow»              | Hot Mainstream Rock Tracks | 36             | 6 недель           | [ 150 ] [ 152 ] |

## Видеоклипы
На ряд песен из альбома A Momentary Lapse of Reason — «Signs of Life», «Learning to Fly», «The Dogs of War», «On the Turning Away» и «One Slip» — были сняты видеоклипы.
Режиссёром «Signs of Life», «Learning to Fly» и «The Dogs of War» стал Сторм Торгесон, автор символики, эмблем и обложки альбома. В видеоряде к «Signs of Life», который предназначался для показа во время концертного тура, в роли гребца каноэ снялся Лэнгли Идденс, работавший в конце 1980-х годов сторожем и лодочником на плавающей студии Дэвида Гилмора Astoria. Съёмки этого видеоклипа проходили на реке Кэм в графстве Кембриджшир. Для «Learning to Fly» Торгесон снял два видео, одно из них предназначалось для показа на музыкальных телеканалах, другое (в котором также снялся Лэнгли Идденс) — для показа на экране во время концертного исполнения песни. Для видеоклипа «The Dogs of War» кадры с концерта группы снимались на представлении в Атланте в ноябре 1987 года, Гилмор сыграл в этом клипе одну из небольших ролей. Видеоклип «The Dogs of War» так же демонстрировался на концертах Pink Floyd на круглом экране, сопровождая исполнение соответствующей песни. Видео «On the Turning Away» и «One Slip» были так же, как и «The Dogs of War», сняты на концерте 1987 года в Атланте.
MTV, приобретший в 1980-х годах важное значение для шоу-бизнеса, регулярно показывал видеоклипы Pink Floyd. Благодаря этому музыкальному каналу Гилмор, Мейсон и Райт получили некоторое преимущество в их соперничестве с Уотерсом, который на экранах MTV почти не появлялся.
Редакция журнала Classic Rock включила видеоклип «Learning to Fly» в число лучших 100 клипов 1980-х годов. «Learning to Fly» победил в номинации «Лучшая идея видео» (Best Concept Video) на церемонии музыкальных наград MTV Video Music Awards 1988 года, клип также был выдвинут в номинациях «Лучшая режиссура» (Best Direction) и «Лучшая операторская работа» (Best Cinematography).
| Год  | Премия                 | Номинированы за   | Номинация                    | Итог      |
| ---- | ---------------------- | ----------------- | ---------------------------- | --------- |
| 1988 | MTV Video Music Awards | «Learning to Fly» | «Лучшая идея видео»          | Победа    |
| 1988 | MTV Video Music Awards | «Learning to Fly» | «Лучшая режиссура»           | Номинация |
| 1988 | MTV Video Music Awards | «Learning to Fly» | «Лучшая операторская работа» | Номинация |

## Мировое турне

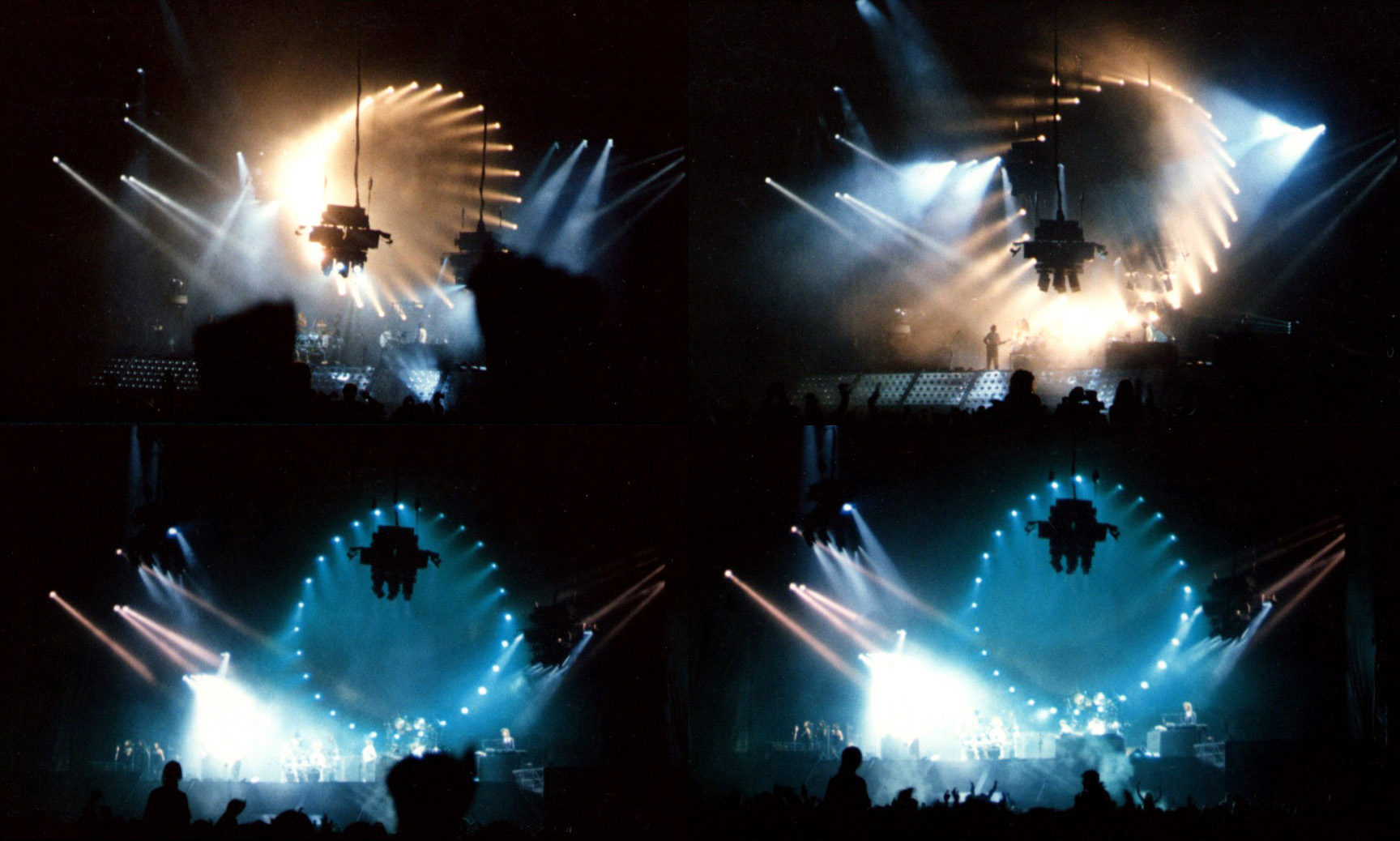
Выступление Pink Floyd во время концертного тура A Momentary Lapse of Reason

После выпуска альбома A Momentary Lapse of Reason в сентябре 1987 года группа Pink Floyd начала турне по городам Северной Америки, продлившееся до декабря этого же года. Успех североамериканских концертов в значительной мере повлиял на решение музыкантов продолжить турне, которое в итоге растянулось почти на три года. Это были первые выступления группы спустя 6 лет после сценических представлений The Wall, поставленных в четырёх городах (Лондоне, Нью-Йорке, Лос-Анджелесе и Дюссельдорфе), и первый концертный тур спустя 10 лет после тура в поддержку альбома Animals In the Flesh.
Гастрольному туру Pink Floyd предшествовали четырёхнедельные репетиции в ангаре компании Air Canada в международном аэропорту Торонто (Pearson International Airport) в августе. 9 сентября через два дня после выхода альбома A Momentary Lapse of Reason в Великобритании Pink Floyd дали первый концерт турне в Оттаве, на котором присутствовали 25 тысяч зрителей. Ответственными за подготовку концерта были Марк Брикман — художник по свету, Робби Уильямс — исполнительный директор, Пол Стейплз — художник-декоратор, Моррис Лайда — менеджер и другие. В подготовке концертов принимали участие почти двести человек обслуживающего персонала, отвечавших за охрану, работу звукового и светового оборудования, пиротехники, исправное состояние музыкальных инструментов и даже гардероба музыкантов. Помимо Дэвида Гилмора, Ника Мейсона и Ричарда Райта в концертах принимали участие:
Тим Ренвик — гитара; Джон Карин — клавишные, бэк-вокал; Скотт Пейдж — саксофон и гитара; Гай Пратт — бас-гитара, вокал; Гэри Уоллис — перкуссия; а также вокалистки Маргарет Тейлор; Рейчел Фьюри и Дурга МакБрум (в 1989 году Дургу МакБрум заменила Лорелея МакБрум).
На концертах исполнялся материал из нового альбома (в первой части концерта, кроме «One Slip», исполнявшейся на бис): «Signs of Life», «Learning to Fly», «Yet Another Movie», «Round and Around», «A New Machine (Parts 1 & 2)», «Terminal Frost», «Sorrow», «The Dogs of War», «On the Turning Away» и классический репертуар: «One of These Days», «Time», «On the Run», «The Great Gig in the Sky», «Wish You Were Here», «Welcome to the Machine», «Us and Them», «Money», «Another Brick in the Wall (Part 2)», «Comfortably Numb». На открытии первых концертов тура исполнялась композиция «Echoes», которая впоследствии была заменена на «Shine On You Crazy Diamond».
Почти одновременно с Pink Floyd 14 августа 1987 года гастрольный тур по Северной Америке предпринял Роджер Уотерс. Если в больших городах на его концерты поклонники охотно раскупали билеты, то на Среднем Западе залы на 8 тысяч едва заполняли 1,5—2 тысячи человек, в то время как Pink Floyd собирали аншлаги на стадионах. Длившиеся до конца 1987 года параллельно концертные турне сопровождались угрозами Уотерса привлечением к суду, которые он рассылал промоутерам, в случае если они организуют шоу Pink Floyd, в которых будут использоваться его творческие идеи. По словам Дэвида Гилмора группа была вынуждена нанимать в каждом городе адвокатскую фирму для того, чтобы явиться в случае необходимости в суд. В итоге иски предъявлены не были, адвокаты оказались не нужны, а в конце 1987 года завершился судебный процесс, начатый Уотерсом против бывших коллег по группе, в котором рассматривались вопросы о правах на название группы и об авторских правах Уотерса на его творческие находки, включавшие мультфильмы, сценические эффекты, элементы конструкции сцены и прочее, в том числе и концертную надувную свинью. Стороны пришли к соглашению, по которому Гилмор и Мейсон уступали Уотерсу права на концепцию шоу The Wall и различные спецэффекты, а Уотерс признавал право Гилмора и Мейсона использовать название Pink Floyd.
В 1988 году концерты продолжились в Австралии, Новой Зеландии и Японии, в апреле и мае группа вновь посетила Северную Америку, а с июня начала гастроли по Европе. Музыканты Pink Floyd также посещают Байконур, присутствуя на запуске корабля «Союз ТМ-7» с советско-французским экипажем на борту, записав при этом цифровым способом звук старта ракеты. В мае 1989 года группа Pink Floyd возобновила выступления, назвав продолжение тура Another Lapse, музыканты впервые дали концерты в Советском Союзе, на сцене московского стадиона «Олимпийский», более 250 тысяч зрителей посетили концерт Pink Floyd в Венеции (группа выступала на плавающей сцене Гранд-канала), два концерта Pink Floyd отыграли в Версале. Записи с концертов были изданы на двойном альбоме Delicate Sound of Thunder и в видеоверсии Delicate Sound of Thunder, последний концерт группы в рамках тура на фестивале в Небуорте в сентябре 1990 года был записан на видео Live at Knebworth '90.

## Переиздания и ремастеринг
A Momentary Lapse of Reason первоначально был издан в 1987 году компаниями EMI Records в Великобритании и Columbia Records в США, позднее альбом несколько раз переиздавался. В 1988 он был переиздан ограниченным тиражом в формате LP в комплекте с плакатами и билетом на предстоящие концерты группы в Великобритании. В 1992 году альбом включён в бокс-сет Shine On. В 1994 году переиздан после цифрового ремастеринга. В 1997 году юбилейное издание альбома к 10-летию его появления было выпущено в США. Кроме того, A Momentary Lapse of Reason был выпущен наряду с другими альбомами группы в составе бокс-сета Oh, by the Way в 2007 году и с новым ремастерингом в составе бокс-сета Discovery в 2011 году.

## Список композиций
| №                   | Название                                          | Автор(ы)                  | Длительность |
| ------------------- | ------------------------------------------------- | ------------------------- | ------------ |
| 1.                  | «Signs of Life» (Признаки жизни)                  | Гилмор, Эзрин             | 4:24         |
| 2.                  | «Learning to Fly» (Учимся летать)                 | Гилмор, Мур, Эзрин, Карин | 4:53         |
| 3.                  | «The Dogs of War» (Псы войны)                     | Гилмор, Мур               | 6:05         |
| 4.                  | «One Slip» (Один промах)                          | Гилмор, Манзанера         | 5:10         |
| 5.                  | «On the Turning Away» (Отречение)                 | Гилмор, Мур               | 5:42         |
| 6.                  | «Yet Another Movie» (И ещё одно кино)             | Гилмор, Леонард           | 6:18         |
| 7.                  | «Round and Around» (Вокруг да около)              | Гилмор                    | 1:10         |
| 8.                  | «A New Machine (Part 1)» (Новая машина — Часть 1) | Гилмор                    | 1:46         |
| 9.                  | «Terminal Frost» (Предельный мороз)               | Гилмор                    | 6:17         |
| 10.                 | «A New Machine (Part 2)» (Новая машина — Часть 2) | Гилмор                    | 0:38         |
| 11.                 | «Sorrow» (Печаль)                                 | Гилмор                    | 8:46         |
| Общая длительность: | Общая длительность:                               | Общая длительность:       | 51:19        |

Ведущий вокалист во всех композициях — Дэвид Гилмор.
На CD-издании альбома «Round and Around» и «Yet Another Movie» проиндексированы как одна композиция.

## Участники записи
Pink Floyd
- Дэвид Гилмор — вокал, гитара, клавишные, секвенсор, продюсирование;
- Ник Мейсон — ударные, перкуссия, драм-машина, звуковые эффекты.

А также
- Ричард Райт — клавишные, бэк-вокал;
- Боб Эзрин — клавишные, перкуссия, секвенсор, продюсирование;
- Тони Левин — бас-гитара, стик Чэпмена;
- Джим Келтнер — ударные;
- Джон Карин — клавишные;
- Майкл Ландау — гитара;
- Том Скотт — альт-саксофон, сопрано-саксофон;
- Скотт Пейдж — тенор-саксофон;
- Кармайн Аппис — ударные;
- Билл Пейн — орган Хаммонда;
- Пэт Леонард — синтезатор;
- Джон Хелливел — саксофон;
- Стив Форман — перкуссия;
- Дарлин Колденхейвен, Кармен Твилли, Филлис Сент-Джеймс, Донни Джеррард — бэк-вокал;
- Эндрю Джексон — режиссёр звукозаписи, микширование;
- Джеймс Гатри — дополнительное перемикширование;
- Стив О’Рурк — менеджер.